# Libris förlag
Libris förlag ger ut böcker om tro och livsåskådning på en kristen grund. Libris förlag ägs av Pingst FFS (Fria Församlingar i Samverkan) och Evangeliska Frikyrkan (EFK), förlaget ägdes tidigare av norska Mentor Medier där även den svenska tidningen Dagen och flera norska medier ingår.

## Historik
Libris har under många år haft sin verksamhet i Örebro men under 2017 flyttade förlaget till Kungsholmen i centrala Stockholm. Förlagets rötter sträcker sig tillbaka till 1930-talet och sedan 1952 under namnet Libris. Det började som Örebromissionens förlag, senare anslöts Baptistsamfundets förlag Westerbergs, Helgelseförbundets förlag och Dagengruppens olika förlag.
2018 gjordes kraftiga nedskärningar på förlaget, efter en period av dålig ekonomisk lönsamhet.. 2021 köptes förlaget av Pingst FFS (Fria Församlingar i Samverkan) och Evangeliska Frikyrkan (EFK). I samband med ägarbytet flyttade förlaget in i Ekumeniska Centret vid Alviks torg.

## Utgivning
Livsberättelser, romaner, populärteologi, fackböcker och andaktsböcker hör till huvudutgivningen. Därtill kommer utgivning av biblar, psalmböcker, kokböcker och sångsamlingar. 
Bland svenska författare som har utkommit på Libris förlag märks bland andra Tomas Sjödin, Marcus Birro, Alf B Svensson, Jenny Berggren, Martin Lönnebo, Jonas Helgesson, Lars Adaktusson, Göran Skytte, Vibeke Olsson, Wilfrid Stinissen, Ingela Agardh, Niklas Piensoho, Lena Maria Klingvall och Cajsa Tengblad.
Bland utländska författare som utkommit på Libris märks särskilt Nobelpristagaren Desmond Tutu, hans dotter Mpho Tutu, litteraturprofessor C.S. Lewis, Barack Obamas religiöse rådgivare Jim Wallis, biskopen Per Arne Dahl, sociologen Brené Brown och biskopen och forskaren N.T. Wright. 

## C S Lewis-priset
C S Lewis-priset instiftades 2002 av bokförlaget Libris tillsammans med C S Lewis Company i samband med Libris 50-årsjubileum. Priset skall uppmärksamma och belöna ett svenskt författarskap eller en bok i Clive Staples Lewis anda. Bland tidigare pristagare märks bland andra Tomas Sjödin och Peter Halldorf Mer information om priset finns på förlagets egen C S Lewis-sida.